# Everyday (The Moody Blues)
Everyday is de vijfde single van The Moody Blues.
De schrijver is in afwachting van de liefde die hem nog moet bereiken; hij/zij wacht op de "Prins(es) op het witte paard" en verafschuwt diegenen die makkelijk van liefje wisselen. B-kant was You Don’t (All the Time). Dat lied gaat over een onbeantwoorde liefde en is net als Everyday geschreven door Denny Laine en Mike Pinder; het is een opvallend vrolijk liedje voor liefdesverdriet. Opvallend is het middenstuk, dat een verwijzing lijkt te zijn naar The Moody Blues uit het tijdperk met Justin Hayward en John Lodge
Ook Everyday haalde de Nederlandse Top 40 niet, wel die in Engeland waar twee weken stond genoteerd (plaatsen 44 en 48) in de (toen nog) Top 50 haalde. Het magere resultaat werd door Feakes toegeschreven aan te weinig airplay .
Zowel Everyday als You Don’t verscheen niet op een muziekalbum van de Moodies. Qua elpees bevond de band zich in een vacuüm. Pas in 1968 zou Days of Future Passed verschijnen. Ze werden later als bonustracks bijgeperst op The Magnificent Moodies.